# The Hunt for Red October (computerspel uit 1990 door Beam Software)
The Hunt for Red October is een computerspel gebaseerd op de gelijknamige film. Het spel kwam oorspronkelijk uit in 1990 voor Nintendo Entertainment System waar de besturing verliep met een NES Zapper. Later kwamen er nog versies voor Game Boy en  Super NES. Voor homecomputers kwam er een gelijknamig spel uit wat inhoudelijk anders was.